# Тимельовець синьоголовий
Тимельове́ць синьоголовий (Pterorhinus courtoisi) — вид горобцеподібних птахів родини Leiothrichidae. Цей дуже рідкісний вид є ендеміком Китаю. Раніше вважався підвидом жовтогорлого тимельовця. Вид названий на честь французького місіонера і натураліста Фредеріка Куртуа (1860-1928).

## Опис
Довжина птаха становить 23 см. На потилиці і тімені яскрава синя пляма, на обличчі чорна "маска". Горло і живіт жовті, груди сірі. Верхня частина тіла оливково-бура, першорядні махові пера мають сиювато-сірі края. Гузка біла, хвіст чорний, біля основи сірий, на кінчику білий.

## Підвиди
Виділяють два підвиди:
- P. c. courtoisi (Ménégaux, 1923) — Цзянсі;
- P. c. simaoensis (Cheng, T & Tang, 1982) — Юньнань.

## Поширення і екологія
Синьоголові чагарниці в дикій природі зустрічаються лише в китайській провінції Цзянсі. Вони живуть у вологих вічнозелених субтропічних лісах і чагарникових заростях, недалеко від людських поселень. Живляться комахами, зокрема бабками, та плодами, зокрема плодами Eriobotrya japonica. Пташенята вилупляються в травні або, рідше, на початку червня. За пташенятами доглядають обидва батьки. Дослідники також спостерігали, яка за пташенятами доглядали інші синьоголові тимельовці, які не були їхніми батьками.

## Збереження
МСОП класифікує цей вид як такий, що перебуває на межі зникнення. Підвид P. c. simaoensis не спострігався в дикій природі після того, як зразки цього підвиду були в 1955 році зібрані в Симао в провінції Юньнань. Підвид P. c. courtoisi був заново відкритий у 2000 році в повіті Уюань (Цзянсі). В 2016 році дослідники оцінювали загальну популяцію синьоголових тимельовіців у 323 птаха, з яких дорослими були близько 250. В квітні 2012 року ще 170 птахів утримувалось в зоопарках по всьому світу в рамках програми з роведення і відновлення популяції, однак невідомо, до якого підвиду вони належать.